# İslahiye
İslahiye (kurdisch ئیسلاهیە Îslahiye oder ئاڤاسیم Avasîm) ist eine Stadtgemeinde (Belediye) im gleichnamigen İlçe (Landkreis) der Provinz Gaziantep in der türkischen Region Südostanatolien und gleichzeitig ein Stadtbezirk der 1986 gebildeten Büyükşehir belediyesi Gaziantep (Großstadtgemeinde/Metropolprovinz). Seit der Gebietsreform ab 2013 ist die Gemeinde flächen- und einwohnermäßig identisch mit dem Landkreis.
İslahiye ist der westlichste Kreis/Stadtbezirk der Provinz/Büyükşehir und grenzt an die Provinzen Hatay, Kilis, Osmaniye und an Syrien. Im Nordosten ist Nurdağı der einzige Nachbar innerhalb der Provinz, Nurdağı wurde 1990 von İslahiye abgetrennt.
In İslahiye befindet sich ein Grenzübergang zur syrischen Provinz Aleppo. Der Grenzübergang wird sowohl mit Güterzügen als auch von je einem wöchentlichen Zugpaar auf den Verbindungen Teheran–Van–Damaskus im Personenverkehr befahren. Durch İslahiye lief eine Strecke der osmanischen Bagdadbahn.
Durch das schwere Erdbeben vom 6. Februar 2023 wurde İslahiye großflächig zerstört.

## Verwaltung
Der Kreis (bzw. Kaza als Vorgänger) bestand schon vor Gründung der Türkischen Republik (1923) und gehörte ursprünglich zum Vilâyet Adana.
Er bestand (bis) Ende 2012 neben der Kreisstadt aus den vier Stadtgemeinden (Belediye) Altınüzüm, Boğaziçi, Fevzipaşa und Yeşilyurt sowie 49 Dörfern (Köy), die während der Verwaltungsreform 2013/2014 in Mahalle (Stadtviertel/Ortsteile) überführt wurden. Die 15 existierenden Mahalle der Kreisstadt wurden unverändert übernommen, während die 14 Mahalle der vier o. g. anderen Belediye vereint und zu je einem Mahalle vereinigt wurden. Durch Herabstufung dieser Belediye und der Dörfer zu Mahalle stieg deren Zahl auf 69 an. Ihnen steht ein Muhtar als oberster Beamter vor.
Ende 2020 lebten im Durchschnitt 956 Menschen in jedem dieser (nun) 71 Mahalle, 4.295 Einw. im bevölkerungsreichsten (Atatürk Mah.).

## Persönlichkeiten
- Ali Nurşani (* 1959), Dichter und Sänger

## Sehenswertes
Etwa 20 km südlich von İslahiye liegt die hethitische Bildhauerwerkstatt von Yesemek. Sieben Kilometer östlich liegt der Siedlungshügel Tilmen Höyük, wo unter anderem ein mittelhethitischer Palast ausgegraben wurde. Etwa zehn Kilometer nördlich, nahe der Straße nach Nurdağı, liegt beim Dorf Zincirli ein weiterer archäologischer Fundort, die Zitadelle des späthethitisch-aramäischen Fürstentums Samʼal. Auf dem Berg Kazdağ bei İslahiye wurden 1940 auf einem islamischen Friedhof zwei späthethitische Stelen, İslahiye 1 und İslahiye 2, gefunden. Sie sind heute im Archäologischen Museum Adana ausgestellt.